# Turmschule Schreibersdorf

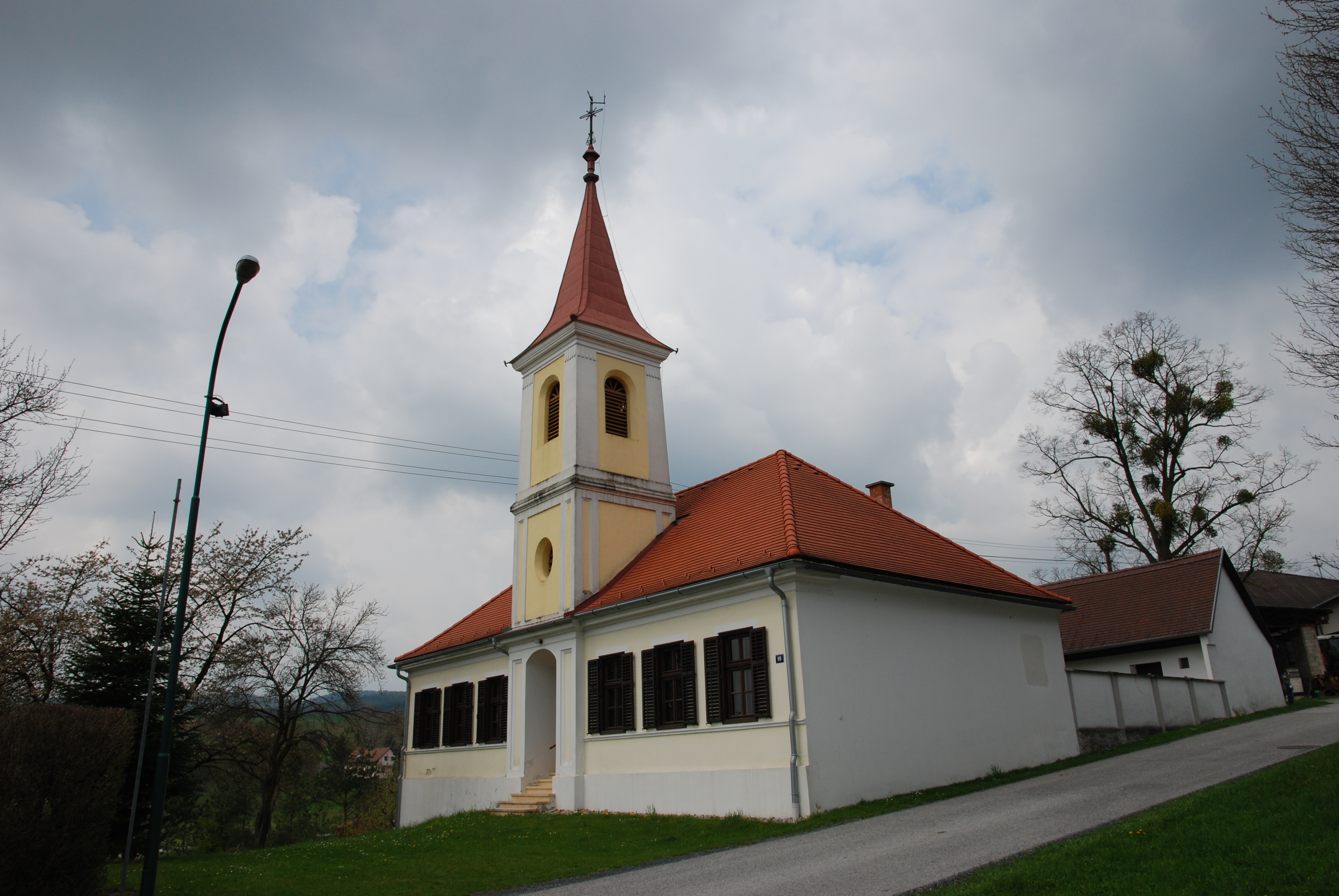
Evangelische Turmschule in Schreibersdorf

Die Turmschule Schreibersdorf steht in Schreibersdorf in der Gemeinde Wiesfleck im Bezirk Oberwart im Burgenland. Die Filialkirche der Evangelischen Pfarre Pinkafeld gehört zur Evangelischen Superintendentur A. B. Burgenland der Evangelischen Kirche A.B. in Österreich. Das Gebäude steht unter Denkmalschutz (Listeneintrag).

## Beschreibung
In der zweiten Hälfte des 19. Jahrhunderts wurde in Schreibersdorf ein evangelisches Schul- und Bethaus erbaut. 1975 wurden Teile des Gebäudes demoliert. Die drei Mittelachsen mit Giebel und Turm mit Spitzhelm sind erhalten.